# L'Or de Curly
Série
La Vie, l'Amour, les Vaches
(1991)
Pour plus de détails, voir Fiche technique et Distribution.
L'Or de Curly ou Les apprentis cow-boys 2 au Québec (City Slickers II: The Legend of Curly's Gold) est un film américain réalisé par Paul Weiland et sorti en 1994. Il s'agit de la suite de La Vie, l'Amour, les Vaches, de Ron Underwood, sorti trois ans plus tôt. Les acteurs principaux sont de retour, à l'exception de Bruno Kirby.

## Synopsis
Un an après les aventures dans le Midwest, Mitch Robbins fête ses 40 ans. Il est désormais un chef d'entreprise comblé et un mari heureux. Mais il ne cesse d'avoir, depuis quelque temps, des visions de Curly. Un soir, il découvre, dans la doublure du chapeau de leur défunt convoyeur, une carte au trésor semblant datée du début du siècle passé. Il en parle à son meilleur ami Phil Berquist, qui travaille désormais pour lui et qui est déprimé par son récent divorce. C'est alors que débarque Glen, le frère de Mitch, qu'il considère comme un parasite. En faisant des recherches, Phil découvre qu'un certain Lincoln Washburn a volé en 1908 un million de dollars en lingots d’or dans le désert du Nevada. La photographie du criminel montre qu'il ressemble fortement à Curly. Mitch et Phil estiment que le trésor vaudrait maintenant environ vingt millions de dollars. Profitant d'une convention professionnelle à Las Vegas, les trois se rendent donc dans le désert des Mojaves.

## Fiche technique
- Titre français : L'Or de Curly
- Titre original : City Slickers II: The Legend of Curly's Gold
- Titre québécois : Les apprentis cowboys 2- Curly ou la légende du veau d'or
- Réalisation : Paul Weiland
- Scénario : Lowell Ganz, Babaloo Mandel et Billy Crystal
- Musique : Marc Shaiman
- Photographie : Adrian Biddle
- Montage : William M. Anderson (en) et Armen Minasian
- Production : Billy Crystal
- Sociétés de production : Castle Rock Entertainment, Columbia Pictures & Face Productions
- Société de distribution : Columbia Pictures, Les Films Columbia TriStar du Canada et Malofilm Vidéo
- Pays de production :  États-Unis
- Langue originale : anglais
- Format : Couleur - Dolby - 35 mm - 1.85:1
- Genre : comédie, western
- Durée : 111 minutes
- Dates de sortie :
  - États-Unis : 10 juin 1994
  - France : 4 janvier 1995

## Distribution
- Billy Crystal (VF : Lionel Henry) : Mitch Robbins
- Daniel Stern (VF : Michel Dodane) : Phil Berquist
- Jon Lovitz (VF : Michel Mella) : Glen Robbins
- Jack Palance (VF : Georges Atlas) : Duke Washburn
- Patricia Wettig (VF : Martine Irzenski) : Barbara Robbins
- Pruitt Taylor Vince (VF : Luc Florian) : Bud
- Bill McKinney (VF : Michel Fortin) : Matt
- Bob Balaban (VF : Denis Boileau) : Dr Jeffrey Sanborn (non crédité)
- Beth Grant : Lois
- Noble Willingham (VF : Roger Lumont) : Clay Stone
- Josh Mostel (VF : Alain Flick) : Barry Shalowitz
- David Paymer (VF : Georges Caudron) : Ira Shalowitz
- Lindsay Crystal (VF : Virginie Méry) : Holly Robbins
- Jayne Meadows : la mère de Mitch (voix)